# Gouvernement Butkevičius
 (septembre 2023).
Si vous disposez d'ouvrages ou d'articles de référence ou si vous connaissez des sites web de qualité traitant du thème abordé ici, merci de compléter l'article en donnant les références utiles à sa vérifiabilité et en les liant à la section « Notes et références ».
République de Lituanie
Kubilius II Skvernelis
Le gouvernement Butkevičius (en lituanien : Šešioliktoji Vyriausybė) est le gouvernement de la République de Lituanie entre le 13 décembre 2012 et le 13 décembre 2016, durant la onzième législature du Seimas.

## Coalition et historique
Dirigé par le nouveau Premier ministre social-démocrate Algirdas Butkevičius, il est soutenu par une coalition gouvernementale de centre gauche entre le Parti social-démocrate lituanien (LSDP), le Parti du travail (DP), Ordre et justice (TT) et l'Action électorale polonaise de Lituanie (LLRA). Ensemble, ils disposent de 86 députés sur 141, soit 60,9 % des sièges du Seimas.
Il est formé à la suite des élections législatives des 14 et 28 octobre 2012.
Il succède donc au second gouvernement du conservateur Andrius Kubilius, soutenu par une alliance de centre droit entre l'Union de la patrie - Chrétiens-démocrates lituaniens (TS-LKD), le Mouvement libéral de la République de Lituanie (LRLS) et l'Union centriste et libérale (LiCS).
Les négociations pour la formation du gouvernement ont pris cinq semaines, un temps relativement long, du fait de l'opposition de la présidente de la République Dalia Grybauskaitė à la présence du Parti du travail, au sein de l'exécutif. En prévision de la présidence lituanienne du Conseil de l'Union européenne en 2013 qui suit au second semestre celle de l'Irlande, la chef de l'État a fait dépendre les nominations de la faculté de parler une langue étrangère, afin de mener à bien les négociations durant un semestre.

## Composition

### Initiale (12 décembre 2012)
| Fonction                                      | Titulaire | Titulaire                                          | Parti |
| --------------------------------------------- | --------- | -------------------------------------------------- | ----- |
| Premier ministre                              |           | Algirdas Butkevičius                               | LSDP  |
| Ministre de la Santé                          |           | Vytenis Andriukaitis                               | LSDP  |
| Ministre de l'Intérieur                       |           | Dailis Barakauskas                                 | TT    |
| Ministre de la Justice                        |           | Juozas Bernatonis                                  | LSDP  |
| Ministre de la Culture                        |           | Šarūnas Birutis                                    | DP    |
| Ministre de l'Agriculture                     |           | Vigilijus Jukna                                    | DP    |
| Ministre des Affaires étrangères              |           | Linas Linkevičius                                  | LSDP  |
| Ministre de l'Environnement                   |           | Valentinas Mazuronis                               | TT    |
| Ministre de l'Énergie                         |           | Jaroslav Neverovič                                 | LLRA  |
| Ministre de la Défense nationale              |           | Juozas Olekas                                      | LSDP  |
| Ministre de la Sécurité sociale et du Travail |           | Algimanta Pabedinskienė                            | DP    |
| Ministre de l'Éducation et de la Science      |           | Dainius Pavalkis                                   | DP    |
| Ministre des Transports et des Communications |           | Rimantas Sinkevičius                               | LSDP  |
| Ministre des Finances                         |           | Rimantas Šadžius                                   | LSDP  |
| Ministre de l'Économie                        |           | Birutė Vėsaitė (jusqu'au 03/06/2013 Evaldas Gustas | LSDP  |

### Remaniement du17 juillet 2014
| Fonction                                      | Titulaire | Titulaire                                                                          | Parti |
| --------------------------------------------- | --------- | ---------------------------------------------------------------------------------- | ----- |
| Premier ministre                              |           | Algirdas Butkevičius                                                               | LSDP  |
| Ministre de la Santé                          |           | Rimantė Šalaševičiūtė (jusqu'au 17/02/2016) Juras Požela (à partir du 15/03/2016)  | LSDP  |
| Ministre de l'Intérieur                       |           | Dailis Barakauskas (jusqu'au 30/10/2014)                                           | TT    |
| Ministre de l'Intérieur                       |           | Saulius Skvernelis (du 11/2014 au 14/04/2016) Tomas Žilinskas                      | Sans  |
| Ministre de la Justice                        |           | Juozas Bernatonis                                                                  | LSDP  |
| Ministre de la Culture                        |           | Šarūnas Birutis                                                                    | DP    |
| Ministre de l'Agriculture                     |           | Virginija Baltraitienė                                                             | DP    |
| Ministre des Affaires étrangères              |           | Linas Linkevičius                                                                  | LSDP  |
| Ministre de l'Environnement                   |           | Kęstutis Trečiokas                                                                 | TT    |
| Ministre de l'Énergie                         |           | Jaroslav Neverovič (jusqu'au 25/09/2014)                                           | LLRA  |
| Ministre de l'Énergie                         |           | Rokas Masiulis                                                                     | Sans  |
| Ministre de la Défense nationale              |           | Juozas Olekas                                                                      | LSDP  |
| Ministre de la Sécurité sociale et du Travail |           | Algimanta Pabedinskienė                                                            | DP    |
| Ministre de l'Éducation et de la Science      |           | Dainius Pavalkis (jusqu'au 11/05/2015) Audronė Pitrėnienė (à partir du 02/06/2015) | DP    |
| Ministre des Transports et des Communications |           | Rimantas Sinkevičius                                                               | LSDP  |
| Ministre des Finances                         |           | Rimantas Šadžius                                                                   | LSDP  |
| Ministre de l'Économie                        |           | Evaldas Gustas                                                                     | LSDP  |